# Акебоно (спутник)
Акебоно (англ. Akebono, или EXOS-D перед стартом) — спутник для изучения полярных сияний и магнитосферы Земли.
Он был разработан японским Институтом космических исследований и астронавтики и выведен на орбиту 22 февраля 1989 года ракетой-носителем М-3SII.
После 26 лет успешных наблюдений, операция была прекращена 23 апреля 2015 года, из-за износа солнечных батарей и прекращения функционирования оборудования на орбите.